# Korhan Herduran
Korhan Herduran (Antalya, 6 agosto 1988) è un attore turco.

## Biografia
Korhan Herduran si è laureato al Conservatorio del Centro d'Arte Müjdat Gezen, Dipartimento di Teatro. Ha recitato per la prima volta nella serie TV Üsküdar'a Giderken. Dopo ha recitato nella serie İşler Güç. Nel 2013 ha recitato nel film Wedding Association, diretto da Selçuk Aydemir. Ha interpretato il personaggio del contabile Oğuzhan nella serie Herduran Kardeş Pay. Nel 2016 è venuta al Güldür Güldür Show per due stagioni. Qui ha dato vita al personaggio di Samet. Più recentemente, dal 2019 al 2021, ha interpretato il personaggio di Güneş Nurse nella serie Il dottor Alì (Miracle Doctor).

## Filmografia

### Cinema
- Düğün Dernek, regia di Selçuk Aydemir (2013)
- Deliha, regia di Hakan Algül (2014)
- Çalgı Çengi İkimiz, regia di Selçuk Aydemir (2017)[3]
- Kardeşim Benim 2, regia di Mert Baykal (2017)
- Üçlü Pürüz, regia di Vedat Uyar (2023)
- Güven Bana, regia di Selçuk Aydemir (2023)
- Düşeş: Mafya Sızıntısı, regia di Bilal Kalyoncu (2023)

### Televisione
- Üsküdar'a Giderken - serie TV, (2011)
- İşler Güçler - serie TV, (2012)
- Yalan Dünya - serie TV, (2013)
- Kardeş Payı - serie TV, (2014)
- Güldür Güldür - serie TV, (2016-2018)
- Il dottor Alì (Mucize Doktor) - serie TV, (2019-2021)
- İçimizden Biri - serie TV, (2021)
- Ah Nerede - serie TV, (2022)
- Kod Adı Kırlangıç - serie TV, (2023- in corso)
- Organizasyon Bizim İşimiz - serie TV, (2023)

### Teatro
- Benim Güzel Pabuçlarım - (2004)
- Buzlar Çözülmeden - (2004)
- Sigara Savaşçıları - (2005)
- Düğün ya da Davul - (2009)
- Üç Kuruşluk Opera - (2009)
- Ferhat ile Şirin - (2010)
- Adalet Pantolunun Kemeridir - (2010)
- Dur Bi Dakka - (2011)
- Sen Gara Değilsin - (2011)
- Şaşırt Beni - (2022)

## Doppiatori italiani
Nelle versioni in italiano nelle opere in cui ha recitato, Korhan Herduran è stato doppiato da:
- Alessandro Vanni[4] in Il dottor Alì[5]